# Politica estera e di sicurezza comune
La politica estera e di sicurezza comune (acronimo PESC, inglese CFSP) è la politica estera dell'Unione europea, gestita e promossa dall'Alto rappresentante per gli affari esteri e la politica di sicurezza e dal Servizio europeo per l'azione esterna.

## Storia
Le radici della politica estera dell'Unione Europea vanno individuate nella Cooperazione politica europea, istituita nel 1970 per promuovere l'integrazione politica tra gli stati membri e non solo quella economica. Tra i vari aspetti, la Cooperazione politica europea introdusse una prima forma di coordinamento tra le politiche estere degli stati membri, dando luogo a riunioni e consultazioni periodiche e - laddove possibile - all'elaborazione di posizioni comuni o al rilascio di dichiarazioni congiunte.
Nonostante un suo graduale rafforzamento, la Cooperazione politica europea rimase sostanzialmente invariata fino alla creazione dell'Unione europea. Il Trattato di Maastricht del 1992 trasformava infatti la Comunità Economica Europea in Unione europea, affiancando alle strutture e alle politiche della Comunità Europea (1° pilastro) altri due cosiddetti pilastri. Il 2° pilastro introdotto dal Trattato di Maastricht era proprio la politica estera e di sicurezza comune, che prevedeva una cooperazione più forte che in precedenza, necessaria per consentire all'UE di svolgere un ruolo sul piano mondiale adeguato al suo peso e per gestire in modo efficace i cambiamenti geopolitici seguiti alla fine della guerra fredda.
Nel 1999 il Trattato di Amsterdam introdusse alcuni cambiamenti nella PESC, creando la figura dell'Alto rappresentante dell'Unione per gli affari esteri e la politica di sicurezza (Javier Solana ricoprì tale incarico dal 1999 al 2009) e assegnando all'UE la possibilità di promuovere operazioni di mantenimento della pace.
Nel 2009 il Trattato di Lisbona ha abolito la "struttura a pilastri dell'UE", cancellando la distinzione netta tra i tre ambiti dell'integrazione europea. Nonostante alcune modifiche, la PESC continua però sostanzialmente a funzionare secondo il metodo intergovernativo, dunque la Commissione europea e il Parlamento europeo hanno poteri molto ristretti in questo ambito. Il Trattato di Lisbona ha introdotto altri cambiamenti rilevanti, come in particolare la creazione dell'Alto rappresentante dell'Unione per gli affari esteri e la politica di sicurezza come figura stabile e del Servizio europeo per l'azione esterna come apparato diplomatico e amministrativo che gestisce la politica estera comune.

## Descrizione

### Principi e obiettivi
I principi della politica estera comune e della cooperazione nel campo delle relazioni internazionali sono indicati dall'art. 21.1 della versione consolidata del Trattato sull'Unione Europea, modificato dal Trattato di Lisbona:
L'Unione [...] promuove soluzioni multilaterali ai problemi comuni, in particolare nell'ambito delle Nazioni Unite.»
L'art. 21.2 della versione consolidata del Trattato sull'Unione Europea indica invece gli obiettivi della politica estera comune e della cooperazione nel campo delle relazioni internazionali
- salvaguardia dei valori, degli interessi fondamentali, della sicurezza, dell'indipendenza e dell'integrità dell'Unione Europea;
- consolidamento e sostegno alla democrazia, allo Stato di diritto, ai diritti dell'uomo e ai principi del diritto internazionale;
- preservazione della pace, prevenzione dei conflitti e rafforzamento della sicurezza internazionale, conformemente agli obiettivi e ai principi della Carta delle Nazioni Unite, dell'Atto finale di Helsinki e della Carta di Parigi;
- sviluppo sostenibile dei paesi in via di sviluppo sul piano economico, sociale e ambientale, con l'obiettivo primo di eliminare la povertà;
- incoraggiamento dell'integrazione di tutti i paesi nell'economia mondiale;
- contributo all'elaborazione di misure internazionali volte a preservare e migliorare la qualità dell'ambiente e la gestione sostenibile delle risorse naturali mondiali, al fine di assicurare lo sviluppo sostenibile;
- aiuti alle popolazioni, ai paesi e alle regioni colpiti da calamità naturali o provocate dall'uomo;
- promozione di un sistema internazionale basato su una cooperazione multilaterale rafforzata e del buon governo mondiale.

### Istituzioni e funzionamento
I principi e gli orientamenti generali della politica estera e di sicurezza comune vengono definiti dal Consiglio europeo, che individua anche le strategie comuni da perseguire attraverso l'Unione Europea.
Sulla base delle indicazioni del Consiglio europeo, il Consiglio dei ministri prende le decisioni necessarie per la definizione e la messa in opera della PESC, adottando:
- Azioni comuni: riguardano specifiche situazioni dove l'azione operativa dell'UE è considerata necessaria, ne individuano gli obiettivi e indicano i mezzi che vanno messi a disposizione dell'UE per conseguire tali obiettivi. Le azioni comuni impegnano tutti gli stati membri.
- Posizioni comuni: definiscono la posizione che l'UE ha su certe questioni di tipo geografico o tematico e indicano le linee guida generali a cui le politiche estere degli stati membri devono conformarsi.

Le decisioni del Consiglio vengono prese all'unanimità, tranne alcune eccezioni.
Il funzionamento della PESC è basato sul metodo intergovernativo e dunque su una logica di cooperazione tra i governi degli stati membri e sulla centralità del Consiglio. La Commissione ha un diritto di iniziativa limitato a determinati aspetti specifici e il Parlamento europeo ha solo un ruolo consultivo. La Corte di giustizia ha un ruolo molto limitato.

### Alto rappresentante
La rappresentanza esterna dell'Unione nelle sedi internazionali è attribuita al Presidente del Consiglio europeo, assieme con l'Alto rappresentante dell'Unione per gli affari esteri e la politica di sicurezza. Attualmente il Presidente del Consiglio è il  portoghese Antonio Costa e l'Alto rappresentante è l'estone Kaja Kallas.
La figura dell'Alto rappresentante, già introdotta dal Trattato di Amsterdam, è stata rafforzata ulteriormente con il Trattato di Lisbona. L'Alto rappresentante assicura la continuità dell'azione dell'Unione nel settore della politica estera, conduce il dialogo politico con le terze parti per conto del Consiglio dell'Unione europea, guida il Servizio europeo per l'azione esterna e coordina il lavoro dei "rappresentanti speciali" dell'UE.
Nell'esercizio delle sue funzioni, l'Alto Rappresentante è assistito da alcune strutture di supporto:
- il Servizio europeo per l'azione esterna, apparato diplomatico e burocratico creato dal Trattato di Lisbona
- il Consiglio Affari Esteri, formazione del Consiglio dell'Unione europea che si occupa delle tematiche PESC
- il Comitato politico e di sicurezza (COPS), struttura permanente che vigila sulle situazioni internazionali nell'ambito della PESC, fornisce pareri al Consiglio, vigila sull'implementazione delle politiche concordate e gestisce le eventuali crisi nell'ambito della PESD per conto del Consiglio.

### Politica estera
La politica estera viene realizzata mediante il personale diplomatico dell'Unione Europea e alle ambasciate dell'Unione Europea, create dal Trattato di Lisbona.

### Politica di sicurezza
La Politica europea di sicurezza e difesa (PESD) è considerata l'elemento più significativo della PESC.
La PESC riconosce la NATO come l'istituzione responsabile della difesa dell'Europa ("peace-making"), mentre dal 1999 dopo il Trattato di Amsterdam l'UE è responsabile della realizzazione delle missioni di pace.
La Clausola di Solidarietà (TFUE, art. 222) prevede che, su richiesta delle autorità politiche, gli altri Stati membri decidono quali mezzi mettere a disposizione dell'Unione, inclusi mezzi militari, e intervengono sul territorio nazionale per prestare assistenza, in caso di calamità naturale o di attacco terroristico. La Clausola è deliberata dal Consiglio dell'Unione, mentre il Parlamento Europeo ne viene semplicemente informato.
La clausola non consente interventi comuni fuori dal territorio di uno Stato membro, come potrebbe essere la creazione di una forza militare europea per interventi di guerra preventiva nei Paesi che finanziano e addestrano i terroristi.